# Седлат фазан
Седлатият фазан (Lophura swinhoii) е вид птица от подсемейство Фазани, семейство Фазанови, която е ендемична за територията на остров Тайван, където населява предимно стари широколистни гори в пояса на надморска височина от 200 до 2300 m. Понякога неофициално се смята за националната птица на Тайван, въпреки че през 2007 година тайванската синя сврака (на латински: Urocissa caerulea) е официално избрана за такава. Не са регистрирани подвидове на вида.
Птицата е описана за първи път от британския орнитолог Робърт Суинхоу през 1862 година и на английски е известна като „Фазан на Суинхоу“.

## Физическо описание
Мъжкият е ярко оцветен с лъскави синьо-виолетови пера на гърдите, корема и задницата, червени висулки и яркобели пера на опашката, тила и гребена. Женската, както е характерно за всички видове фазани, е с кафява окраска на сложно преплетени ивици.

## Хранене
Седлатите фазани се хранят основно с плодове и семена, но и с насекоми и друга животинска материя.

## Размножаване
Женската снася 2 – 6 яйца, които мъти в продължение на 25 – 28 дни. Малките могат да напускат гнездото още на втория-третия ден.

## Природозащитен статус
Интензивни полеви проучвания в началото на 1970-те година водят до предположенията, че съществуват около 5000 – 10 000 екземпляра от вида, въпреки че по-нови оценки за около 6500 индивида само в националния парк Юшан означават, че общата популация вероятно надхвърля 10 000 птици. В териториите, където видът е защитен, вероятно тези популации са стабилни, но навсякъде другаде намаляват поради разнообразни фактори, влияещи върху местообитанията му.